# El trío infernal
El trío infernal es película franco-germano-italiana dirigida en 1974 por Francis Girod.
Un debutante Francis Girod nos mete de lleno en esta comedia con sus toques de humor negro. La película está basada en la novela de Solange Fasquelle, la cual sigue los pasos de unos hechos reales acontecidos en la misma época en que se desarrolla la película. Los nombres de los auténticos personajes no se han cambiado, siendo los mismos que vemos reflejados en el filme. La película fue muy criticada, mutilada y detractada en su momento.

## Sinopsis
Transcurre el año 1919, en Marsella. Georges Sarret es un distinguido y respetado abogado, recientemente distinguido por sus servicios en la Primera Guerra Mundial. 
Allí conoce a las hermanas alemanas Philomene y Catherine Schmidt, haciéndose amante de la segunda. Con el fin de que obtengan la nacionalidad francesa, hace que las dos contraigan matrimonio. El marido de Philomene, la mayor, es un anciano que muere al mes de la boda, cobrando ella una cuantiosa cantidad de dinero, proveniente del seguro de vida del anciano.
Georges induce a que su amante Catherine, haga que su marido suscriba un seguro de vida para ella. Evidentemente este morirá poco después. Más adelante se aliarán con Marcel Chambon, quien no tardará en amenazarlos con el chantaje, Georges y las dos hermanas no tienen más opción que matarlo tanto a él como a su amante. Para dehacerse de los cuerpos los sumergen en una bañera con ácido sulfúrico. 
Georges decide hacer una fortuna engañando a las compañías francesas de seguros. De este modo propone su estafa más ambiciosa: asegurará la vida de Catherine con cinco compañías de seguros. Una joven huérfana que se está muriendo de tuberculosis, proporcionará el certificado de defunción de Catherine cuando llegue el momento. Los resultados no serán los esperados.